# Euroconsumers

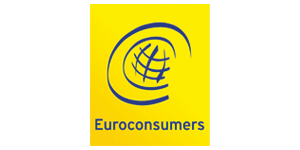
Logo.

Euroconsumers (antiga Conseur - Consommateurs Européens) é uma organização sem fins lucrativos formada pelas seguintes organizações de Defesa do Consumidor Europeias:
- DECO, Associação Portuguesa para a Defesa do Consumidor;
- Test-Achats (Test-Aankoop), associação belga de consumidores;
- OCU (Organizacion de Consumidores y Usuários), associação espanhola de consumidores;
- Altroconsumo, associação italiana de consumidores.

E pela brasileira PROTESTE (Associação Brasileira de Defesa do Consumidor), a maior associação de consumidores da América Latina.

## Ligações Externas
- Euroconsumers[ligação inativa]
- Test-Achats
- DECO PROTESTE
- PROTESTE - Associação Brasileira de Defesa do Consumidor